# Campa AG
Campa ist eine deutsche Unternehmensgruppe der Energiewirtschaft. Sie produziert, handelt und vertreibt Biokraftstoffe auf dem nationalen und internationalen Markt. Campa ist einer der größten Biodiesel-Hersteller Deutschlands, in Süddeutschland Marktführer.

## Geschichte
Nach der Gründung der Campa Biodiesel GmbH & Co. KG im Jahr 1999 wurde 2000 die Biodieselanlage in Ochsenfurt mit einer anfänglichen Produktionskapazität von 75.000 Tonnen/Jahr in Betrieb genommen. Campa zählte damit zu den Pionier-Unternehmen der deutschen Biokraftstoff-Branche. 2002 wurde die Campa energie GmbH & Co KG als reiner Vertriebs- und Handelszweig gegründet. 2005 wurde die Biodiesel-Produktionskapazität in Ochsenfurt auf 150.000 Jahrestonnen ausgebaut. 2006 erfolgte die Gründung der Holdinggesellschaft Campa AG und der Campa iberia für den Vertrieb in Spanien, Portugal und Frankreich. Im Herbst 2007 wurde eine Ölmühle fertiggestellt. 2007 erhielt Campa den „Bayerischen Förderpreis für Nachwachsende Rohstoffe“. Eine zweite Biodieselanlage in Straubing mit Heizkraftwerk, Raps- und Rapsschrotlager sollte 2008 fertig werden.
Am 26. Mai 2008 hat Campa Antrag auf Eröffnung des Insolvenzverfahrens gestellt. Betroffen sind die Campa Biodiesel GmbH & Co. KG, Campa Energie GmbH & Co. KG, Campa Süd GmbH & Co. KG sowie die Campa AG. Die Verbindlichkeiten der Gruppe belaufen sich auf rund 100 Millionen Euro, davon allein rund 85 Millionen durch Verzögerungen und Kostenüberschreitungen beim Bau der Straubinger Ölmühle. Laut Mitteilung des vorläufigen Insolvenzverwalters vom 2. August 2008 konnten die stillen Einlagen von rund 2000 Landwirten in Höhe von insgesamt mindestens 15 Millionen Euro nicht durch ein Insolvenzplanverfahren gesichert werden und sind damit komplett verloren. Der Weiterbetrieb der Campa samt Mitarbeitern sei aber voraussichtlich gewährleistet, derzeit laufen Verhandlungen mit Investoren.
Am 15. August 2008 teilte der Insolvenzberater Bruno Fraas mit, dass das US-Unternehmen Archer Daniels Midlands Company (ADM) die Firma übernehmen wird, wenn das Bundeskartellamt zustimmt. ADM bot für die Ölmühle am Firmensitz in Straubing umgerechnet etwa 50 Millionen Euro und legte damit das höchste Angebot einer Reihe von Interessenten vor. Die Biodiesel-Raffinerie in Ochsenfurt soll laut Fraas von dem Verkauf ausgeschlossen sein und getrennt verkauft werden.
Die Tageszeitung Main-Post meldete am 8. Oktober 2008, dass der Verkauf der Ölmühle an die ADM vom Kartellamt genehmigt worden sei; die Anlage in Ochsenfurt sei für einen einstelligen Millionenbetrag an die VNR gegangen – laut VNR Homepage am 1. September 2008; die Ochsenfurter Firma trägt laut deren Homepage jetzt den Namen Campa GmbH & Co. KG.
Die in Ochsenfurt ansässigen VNR Verwertungsgesellschaft für nachwachsende Rohstoffe mbH & Co. KG sowie die neu gegründete Campa GmbH & Co. KG haben am 28. November 2008 beim zuständigen Insolvenzgericht Würzburg Antrag auf Eröffnung des Insolvenzverfahrens wegen Zahlungsunfähigkeit und Überschuldung gestellt. Nach Ansicht des Insolvenzverwalters Frank Hanselmann, Würzburg, waren bei den Unternehmen Mängel in der Betriebsführung ausschlaggebend für die Insolvenz.
Im März 2009 hat die Tecosol GmbH in Ochsenfurt die Nachfolge des insolventen Biodiesel-Herstellers Campa angetreten. Tecosol verwendet "Campa" weiterhin als Markennamen. Gesellschafter der Tecosol sind:
- Krauss GmbH & Co. KG, Aichtalk (40 %)
- Dr. Ralf Türck, Stuttgart (10 %)
- Lendl GmbH, Waldenbuch (5 %)
- Dr. Roland Ballier (20 %)
- VALIANT d.o.o., Ljubljana (25 %)

VALIANT ist erst zum 12. August 2010 als Gesellschafter eingetreten.

## Struktur
Holdinggesellschaft der Gruppe war die Campa AG. Die operativen Geschäfte der Campa-Gruppe waren in die drei Bereiche Ölsaaten, Produktion und Handel gegliedert. Tochtergesellschaften der AG waren die Campa Biodiesel GmbH & Co. KG (Produktion; Sitz Ochsenfurt), die Campa Süd GmbH & Co. KG (Produktion; Sitz Straubing) und die Campa energie GmbH & Co. KG(Handel und Vertrieb; Sitz: Ochsenfurt). Die Vermarktungsgesellschaft Campa iberia SA in Spanien war eine vollständige Tochter der Campa energie GmbH & Co. KG.
Campa verfügte über eine eigene Rapsmethylester-Umesterungsanlage in Ochsenfurt mit einer Produktionskapazität nach DIN EN 14214 von 150.000 Tonnen Biodiesel pro Jahr (2007) und verkaufte im Geschäftsjahr 2005/06 270.000 Tonnen. Außerdem betrieb Campa in Straubing eine eigene Ölmühle (Extraktions-Pressanlage) zur Herstellung von Rapsöl (Eigenmarke Campa® öl) aus Rapssaat. Campa vermarktete neben der Eigenmarke Campa® diesel auch Biokraftstoffe von Fremdproduzenten an Speditionen, Mineralölgesellschaften und -händler. Campa war Initiator und eines von drei Mitgliedsunternehmen der Kette Biodiesel-Partner-Tank (BPT) mit bundesweit mehr als 120 Tankstellen. Dadurch hatte Campa auch Zugriff auf das Endkundengeschäft. Ergänzend war Campa dem europaweiten Tankstellennetz von Scheier Europe (per Tankkarte) angeschlossen. Als weiteres Standbein betrieb Campa Projektierung und Bau von Biodieselanlagen sowie den Anbau von Ölsaaten. Mehr als 2.000 Landwirte und über 10.000 Erzeuger belieferten die Gruppe. Somit deckte die Gruppe die gesamte Wertschöpfungskette ab.
Größter Campa-Aktionär (42,47 %) war die in Ochsenfurt ansässige Verwertungsgesellschaft für nachwachsende Rohstoffe GmbH & Co. KG (VNR). An der VNR waren rund 2.000 Landwirte mit insgesamt etwa 11,4 Millionen Euro als stille Teilhaber beteiligt. Rund 10 Geldgeber hatten überdurchschnittlich große Beträge eingebracht, neben fränkischen Bauern auch ein tschechisches Unternehmen.